# Origin (digitalna distribucija)
Origin (angleško: »izvor«) je upravitelj pravic digitalnih vsebin (DRM) in storitev za digitalno distribucijo videoiger, ki ga razvija podjetje Electronic Arts. Uporabnikom omogoča nakup iger na internetu za računalnike in mobilne platforme ter njihov prenos s pomočjo klienta Origin (prej EA Download Manager, EA Downloader in EA Link). Origin za MacOS je na voljo od 8. februarja 2013.
Origin vsebuje socialne funkcije, kot so upravljanje profilov, povezovanje s prijatelji, klepet s prijatelji in neposredno povezovanje iger. Prav tako omogoča pretakanje preko TwitchTV, souporabo knjižnice iger in povezovanje s spletnimi mesti kot so Facebook, Xbox Live, PlayStation Network in Nintendo Network. Electronic Arts je izjavil, da je želel da bi bil Origin podoben Valvovemu Steam servisu. Origin ima več kot 50 milijonov registriranih uporabnikov.

## Komponente

### Trgovina Origin
Trgovina Origin omogoča uporabnikom, da iščejo in kupujejo igre za polno ceno iz Electronic Arts katalogov. Namesto prejema škatle, diska ali CD-jev, je kupljena programska oprema takoj priložena računu Origin uporabnika in jo je treba prenesti z Origin klientom. Origin jamči, da je dostop do prenosa vedno na voljo po nakupu in ni omejitve, kolikokrat lahko prenesete igro. 
Uporabniki lahko dodajo nekatere EA igre tudi svojemu računu Origin s pomočjo CD ključev iz maloprodajnih kopij in digitalnih kopij, pridobljenih iz drugih storitev digitalne distribucije. Vendar pa je dodajanje maloprodajnih ključev Originu omejeno na igre od leta 2009 dalje, starejši ključi pa ne bodo delovali, tudi če je igra na voljo za Origin, razen če uporabnik stopi v stik s pomočjo strankam. 

### Klient Origin
Klient Origin je program s samodejnim posodabljanjem, ki uporabnikom omogoča prenos iger, razširitvene pakete in popravke iz strani Electronic Arts. Klient Origin je zasnovan podobno kot njegov konkurent Steam. Origin ima prav tako funkcije klepeta kot so seznam prijateljev in možnosti skupinskih klepetov (izvedeno v različici 9.3). V zadnjih nekaj posodobitvah pa je bila izboljšana hitrost prenosa in klient sam.

### Mobilni Origin
Electronic Arts načrtuje tudi izdajo Origina za mobilne naprave (kot so naprave s sistemom iOS) ter sinhronizacijo dosežkov na obeh platformah. Scrabble Network bo vključen v mobilno različico Origina, te storitve pa bodo brezplačne.

### Origin Acess
EA je izdal naročniško storitev za dostop do iger na računalniku v letu 2016. Uporabniki lahko izbirajo med plačevanjem mesečne ali letne naročnine za dostop do velike zbirke EA produktov (znane pod imenom The Vault). Naročniki Origin Acessa pa dobijo 10% popusta na vse Origin nakupe.

## Zgodovina
EA Downloader je bil uveden konec leta 2005. V novembru leta 2006 ga je nadomestil EA Link, s storitvami dostave vsebin pa so dodali trilerje, predstavitve in posebne vsebine. Septembra 2007 pa je bil ponovno zamenjan s kombinacijo EA Stora in EA Download Managerja. Uporabniki so lahko kupili igre s spletne strani EA Store in uporabili naložljivi EADM klient za njihov prenos. Igre, kupljene preko EA Linka, so bile prenesljive z EA Download Managerjem. Spletna trgovina in klient sta bila 3. junija 2011 preimenovana v Origin.
Programska oprema za digitalno distribucijo je bila prvič uporabljena za dostavo ekspanzijskega paketa igre Battlefield 2: Special Forces in nato še večino drugih EA naslovov. Največji začetek izdelka v programski opremi pa je bil ustvarjalnik Spore Creature Creator.
EA je pridobil blagovno znamko Origin, ko je odkupil sistem Origin Systems leta 1992. Origin Systems je bil glavni igralski studio v osemdesetih in devetdesetih letih, najbolj znan po franšizah kot so Ultima, Wing Commander in Crusader. 

## Kritika in spornost

### OdstranitevCrysis 2iz Steama in Origina
Kmalu po uvedbi Origina je bil Crysis 2 izbrisan iz Steama. Na EA spletni strani je bil objavljen zahtevek "samo za Origin", čeprav je ostala na voljo pri drugih distribucijskih storitvah. EA je od takrat navedel, da je Valve odstranil Crysis 2 zaradi uvedenih "poslovnih pogojev" in da to ni bila EA-jeva odločitev ali rezultat kakršnega koli dejanja iz strani podjetja EA. 

### Prepovedi Origin računa
Obstajalo je več EA primerov, ki uveljavljajo takšne prepovedi, za katere kritiki trdijo, da so razmeroma manjše kršitve, kot je na primer objavljanje grobih komentarjev na EA ali BioWarejevih uradnih forumih ali v klepetu.
Marca 2011 je bil uporabnik z imenom "Arno" prepovedan uporabljati Origin zaradi komentarja, ki ga je objavil. V komentarju je zapisal "EA, ali ste prodali svoje duše hudiču?". Arnojev račun je bil prepovedan 72 ur, kar mu je preprečilo, da bi lahko igral katero koli od svojih Origin iger. Po poročanju o podrobnostih incidenta je spletno mesto Rock, Paper, Shotgun prejelo EA izjavo, ki pravi, da je bila prepoved Arnoove zabave napaka in da prihodnje kršitve na forumih ne bi smele vplivati na dostop Origin uporabnikov do svojih iger.

### Varnostne pomanjkljivosti
EA je bil kritiziran, ker ni šifriral originalne funkcije za klepet, ki so na voljo v Originu in Origin igrah. Nešifrirani podatki vključujejo številke računov, žetone sej, kot tudi vsebino sporočila. S to vrsto podatkov se utegnejo uporabniški računi ogroziti. Nedolžni klepeti v igri se lahko napačno razlagajo za terorizem in druge zlovešče dejavnosti z vidika vsakogar, ki jih prestreže, kot je na primer NVO.

### Obtožbe o vohunjenju
Licenčna pogodba za končnega uporabnika (EULA) daje EA dovoljenje za zbiranje informacij o računalnikih uporabnikov, ne glede na to, ali je povezana s samim programom Origin, vključno z uporabo aplikacije, programske opreme, uporabe programske opreme in strojne opreme. Na začetku je EULA vsebovala tudi odlomek, ki dovoljuje EA, da bolj eksplicitno spremlja dejavnost, kot tudi uredi ali odstrani material po svoji presoji. V poročilu revije Der Spiegel so bile te navedbe krite. V odgovor na incident je EA izdal izjavo, ki navaja, da nimajo dostopa do informacij, kot so slike, dokumenti ali osebni podatki, ki nimajo nič opraviti z izvajanjem programa Origin v sistemu igralca. EA je EULI dodal tudi stavek, ki navaja, da ne bodo uporabili vohunsko programsko opremo ali namestili vohunsko programsko opremo na uporabnikov računalnik, čeprav morajo uporabniki še vedno dovoliti, da EA zbira informacije o računalnikih.

### Razmere v Nemčiji
Po poročanju nemških časopisov, nemška različica Originove EULE krši več nemških zakonov, ki ščitijo potrošnike in zasebnost uporabnikov. Po mnenju Thomasa Hoerna, sodnika in profesorja za informacijsko, telekomunikacijsko in medijsko pravo na Univerzi v Münsterju, je nemška različica EULE neposreden prevod izvirnika, brez kakršnih koli sprememb.

## Referen
1. ↑  Official announcement by Origin.com